# بادیمس
بادیمس (به انگلیسی: Bademus) شخصی ثروتمند و شریف بود که در منطقه بسلپتا (به انگلیسی: Bethlapeta) در ایران زندگی می‌کرد و در آن منطقه یک صومعه را تأسیس کرد. او و چند تن از شاگردان خود دستگیر شدند و بادیمس در تاریخ ۱۰ آوریل سال ۳۷۶ میلادی کشته شد. او متعاقباً توسط کلیسا به عنوان یک قدیس شناخته شد.

## نگارخانه

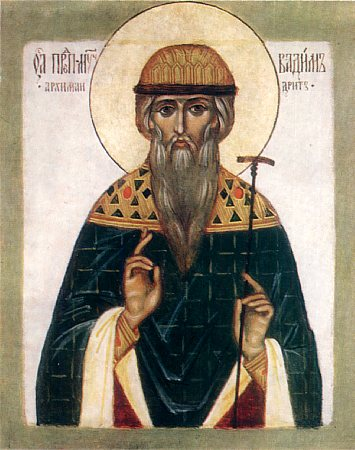
بادیمس قدیس